# Viscerotomia

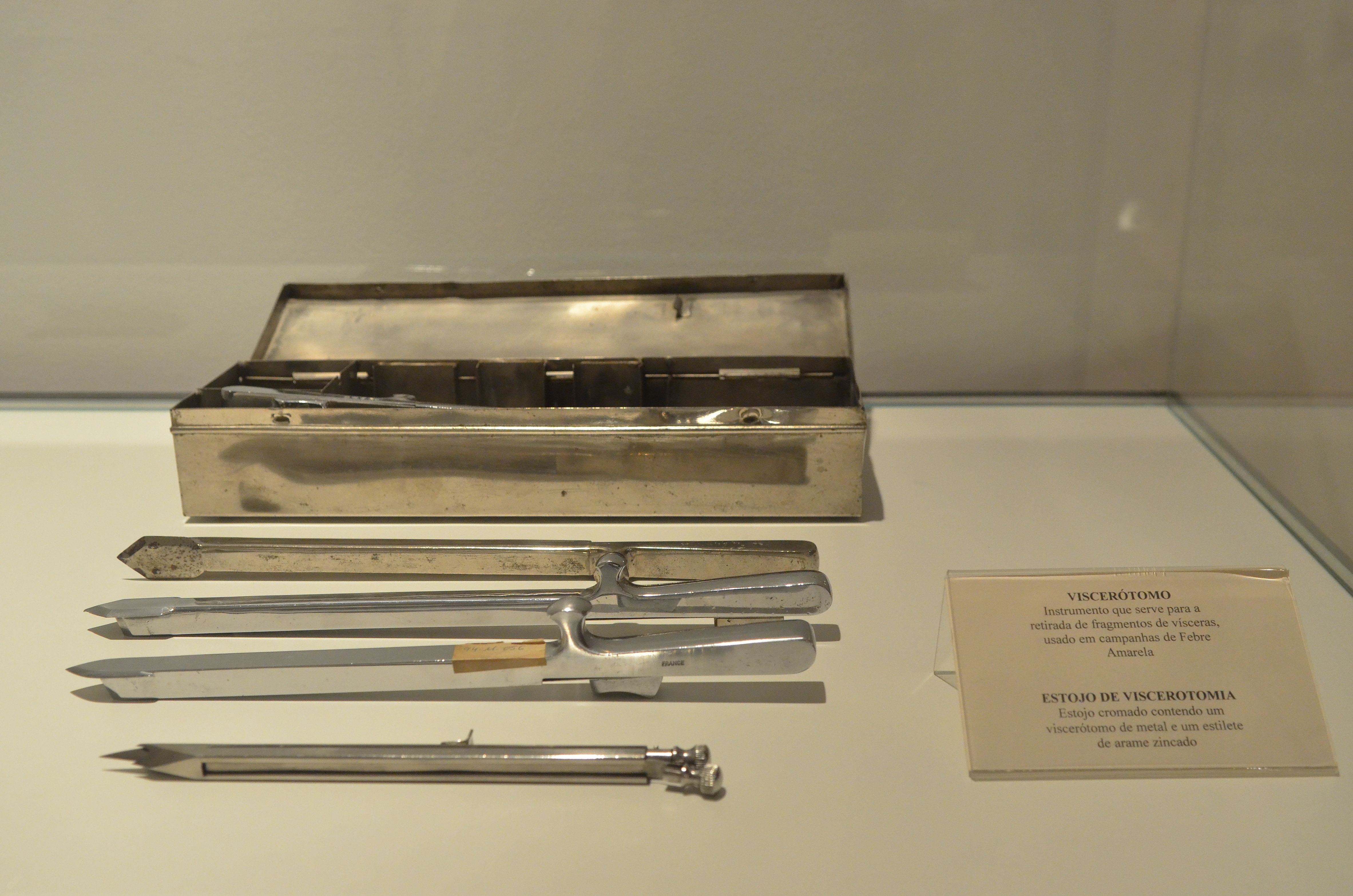
Estojo de viscerotomia em exposição no Museu Nacional de Brasília (Elza Fiúza/Agência Brasil)

Viscerotomia é uma técnica médica que consiste na retirada de trechos de órgãos internos, geralmente após a morte, para exames e diagnósticos.

## Histórico
No ano de 1930, quando o Rio de Janeiro enfrentava um surto de febre amarela, os números sobre a doença eram imprecisos, uma vez que se baseavam em atestados de óbito muitas vezes lavrados por escrivães e oficiais de justiça sem formação médica. O chefe do Serviço de Febre Amarela do Estado, Décio Parreiras, foi então encarregado de apresentar um relatório sobre a situação do estado, com dados confiáveis. 
Parreiras então desenvolveu a ideia de uma "necropsia parcial", que pudesse ser realizada por qualquer leigo com um breve treinamento. Em março de 1930, a primeira turma de oito funcionários passou a executar a retirada sistemática de tecidos do fígado de mortos por doença aguda. A Secretaria de Interior e Justiça criou uma gratificação de 50.000 réis para cada fragmento de fígado enviado ao Serviço de Febre Amarela, em Niterói, e proibiu os enterros sem autorização do Registro Civil. 

## Usos
Além da febre amarela, a viscerotomia foi utilizada como ferramenta de identificação do calazar, da malária e da esquistossomose.